# 刺客 (政治)
刺客是一個源自日本選舉的政治術語，當某位在地緣上有民望的政治家，因為某種原因離開或被開除原有的黨籍，在接下來的補選中成為獨立候選人，原先的政黨總部將派出對立的「降落傘候選人」出面參選，目的是對違反黨紀離黨的黨員不給予選舉支持，這位對立候選的反對派候選人即被俗稱為「刺客」。
其中最先例子是於2005年眾議院選舉（平成17年），內閣總理大臣小泉純一郎為了能夠順利推動郵政民營化，其所屬的自民黨總部在選舉中，不提名反對郵政民營化法案的37名自民黨議員參選，開始送出刺客（刺客を送り込む）對反對的議員採取有意針對的措施。 最終成功讓83名稱為「小泉的孩子們」的新人議員當選，震動日本政壇。
引伸的意思是派出青年派「美女刺客」的新人候選者，對抗老派的保守議員。